# Compressie (geneeskunde)
In de geneeskunde spreekt men van compressie als er structuren in het lichaam worden samengedrukt. Dit gebeurt meestal door gezwellen.
Voorbeelden zijn hersentumoren die overige hersendelen comprimeren (wegdrukken) en daardoor uitval van hersenfuncties of epilepsie veroorzaken. Een ander voorbeeld is alvleesklierkanker die de galweg (ductus choledochus) comprimeert (samenknijpt) waardoor deze gaat stuwen (blokkeert) en er geelzucht ontstaat.
Een fysiologische compressie is die van de aderen in de benen. Door de samentrekking van de spieren daar worden de aderen samengedrukt. Doordat deze kleppen bevatten wordt de bloedstroom omhoog richting het hart bevorderd.

## Compressie als medische handeling
De term compressie wordt ook gebruikt voor het strak verbinden van wonden om druk uit te oefenen: compressieverband of kortweg kompres.
Compressie wordt uitwendig bewust toegepast bij de meting van de bloeddruk.